# Йохан IV (Хабсбург-Лауфенбург)
Йохан IV фон Хабсбург-Лауфенбург (на немски: Johann IV von Habsburg-Laufenburg; * ок. 1355 в Лауфенбург; † 18 май 1408 в замък Бург Балм при Лотщетен) е последният граф на Хабсбург-Лауфенбург, ландграф на Клетгау (1383 – 1408), господар на Лауфенбург и Рейнау, господар на Кренкинген до 1398 г., след това на Ротенберг и фогт на господство Австрия в Тургау, Ааргау и в Шварцвалд.

## Биография
Той е единственият син на граф Рудолф IV фон Хабсбург-Лауфенбург († 1383) и съпругата му Верена/Елизабет/Изабела Гонзага от Мантуа († сл. 1370), дъщеря на Филипино Гонзага († 1356), имперски викарий на Реджо, патриций на Венеция и първата му съпруга Анна ди Довара († 1354). Майка му е внучка на Луиджи I Гонзага господар на Мантуа.
Йохан IV участва с баща си в потушавато на въстанието в Базел (на заговезни 26 февруари 1376 до мирния договор на 9 юли 1376).
През 1372 г. баща му планува да го ожени за Херцлауде, дъщерята на Улрих фон Раполтщайн. На 27 април 1386 г. той продава за 12 000 гулдена град и господството Лауфенбург на братовчед си херцог Леополд IV Хабсбург от Австрия. Той живее в Клетгау, вероятно в замък Бург Балм, където през 1408 г. умира.

## Фамилия
Йохан IV фон Хабсбург-Лауфенбург се жени на 14 май 1393 г. за Агнес фон Хоен-Ланденберг-Грайфензе († сл. 1431), вдовица на Ханс фон Весенберг († пр. 14 май 1393), дъщеря на Херман II фон Хоен-Ланденберг и Аделхайд фон Зоненберг. Те имат децата:
- Урсула фон Хабсбург-Лауфенбург (* ок. 1390; † 1460, Валдсхут), наследничка на Клетгау, омъжена на 6 юли 1408 г. за граф Рудолф III фон Зулц († 1431/1439)
- Агнес фон Хабсбург († сл. 1425), омъжена 1408 г. за Донат фон Тогенбург († 7 ноември 1408), син на граф Фридрих V фон Тогенбург († 1364) и Кунигунда фон Фац († 1364)
- дъщеря († пр. 1414), омъжена пр. 18 юни 1400 г. за Смасман Максимилиан фон Раполтщайн, господар цу Целенберг († 1451), син на Бруно фон Раполтщайн († 1398) и Анна (Агнес) де Грандзон († 1392/1393). Той се жени след нея за принцеса Катарина Бургундска.

Той има извънбрачен син:
- Мауритц, †1415